# Epsilon Doradus
Epsilon Doradus (ε Doradus, förkortat Epsilon Dor, ε Dor) som är stjärnans Bayerbeteckning, är en ensam stjärna belägen i den södra delen av stjärnbilden Svärdfisken. Den har en skenbar magnitud på 5,11 och är synlig för blotta ögat där ljusföroreningar ej förekommer. Baserat på parallaxmätning inom Hipparcosuppdraget på ca 5,7 mas, beräknas den befinna sig på ett avstånd på ca 570 ljusår (ca 176 parsek) från solen. På detta avstånd minskar stjärnans skenbara magnitud med 0,09 enheter genom en skymningsfaktor beroende på interstellärt stoft.

## Egenskaper
Epsilon Doradus är en blå till vit stjärna i huvudserien av spektralklass B6 V. Den har massa som är ca 4,3 gånger större än solens massa, en radie som är ca 3,8 gånger större än solens och utsänder från dess fotosfär ca 556 gånger mera energi än solen vid en effektiv temperatur av ca 13 200 K.
Epsilon Doradus är en långsamt pulserande stjärna med en medelhög magnetisk fältstyrka på -64 ± 26 G och har avverkat ca 85 procent av sin tid i huvudserien.